# Tadeusz Bulski

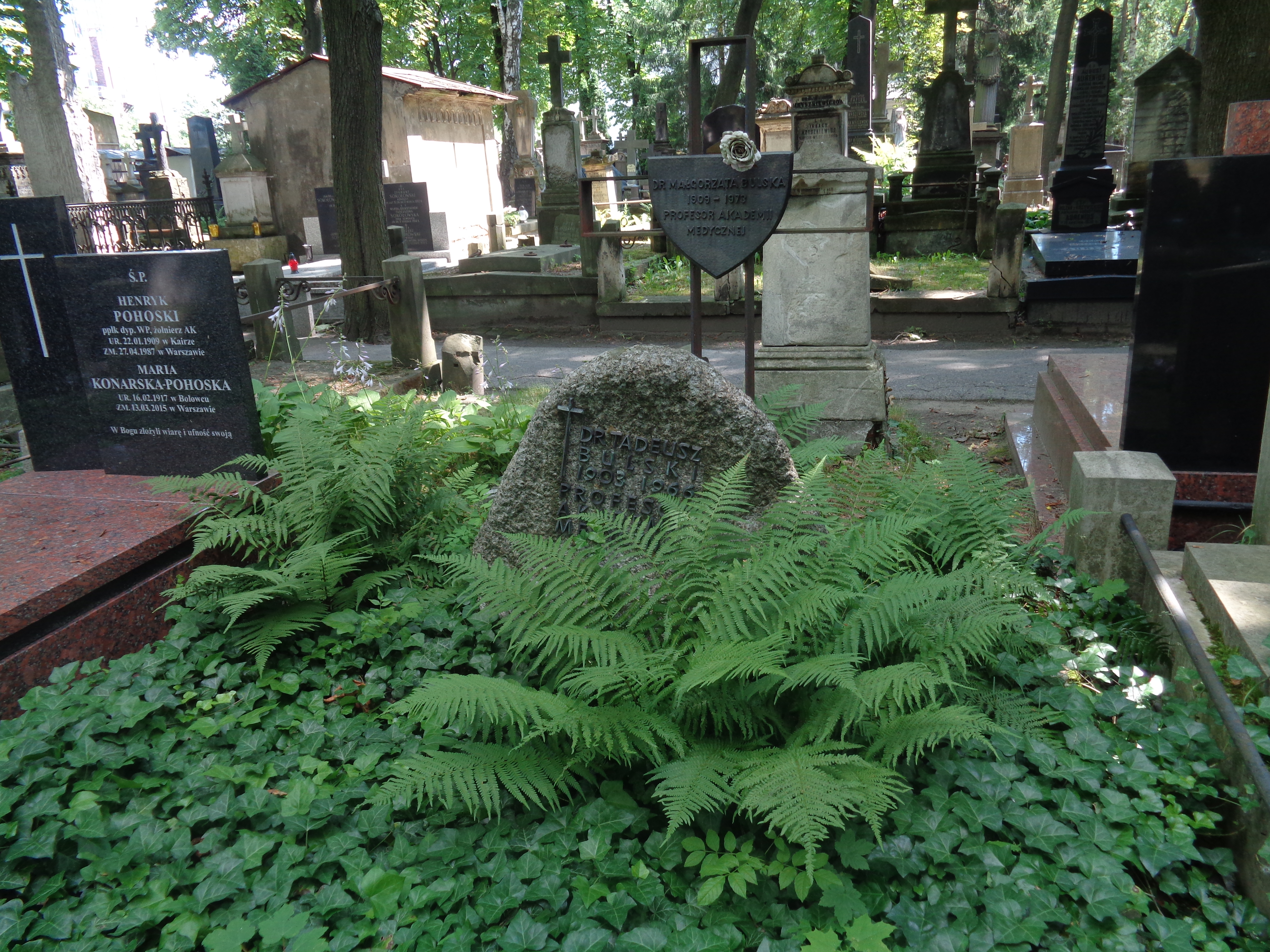
Grób Tadeusza Bulskiego na cmentarzu Powązkowskim w Warszawie

Tadeusz Bulski (ur. 8 lipca 1903 w Mrzygłodzie, zm. 8 czerwca 1966 w Warszawie) – polski lekarz ginekolog położnik, profesor doktor habilitowany nauk medycznych, kierownik I Kliniki Położnictwa i Chorób Kobiecych  Akademii Medycznej w Warszawie.

## Życiorys
Studia ukończył w roku 1928 na Wydziale Lekarskim Uniwersytetu Warszawskiego.
W roku 1930 rozpoczął pracę w Klinice Położnictwa i Chorób Kobiecych Uniwersytetu Warszawskiego, kierowanej wówczas przez prof. Adama Ferdynanda Czyżewicza, z którą związany był przez całe życie zawodowe z przerwą na czas wojny i okupacji. Początkowo pracował jako wolontariusz, następnie jako młodszy asystent. W sierpniu 1939 został zmobilizowany, po 17 września przeszedł ze swym oddziałem do Rumunii, a następnie dostał się do Francji, gdzie wstąpił do I Dywizji Grenadierów, w szeregach której wziął udział w walkach na Linii Maginota. Po klęsce Francji trafił do niewoli i przez pozostały okres wojny kierował szpitalem w stalagu w Willingen w Badenii.
Po wojnie, na przełomie lat 1946/47 powrócił do Polski i ponownie podjął pracę w klinice przy pl. Starynkiewicza w Warszawie, początkowo jako starszy adiunkt, a następnie zastępca kierownika. W roku 1948 obronił pracę habilitacyjną, a w roku 1954 otrzymał tytuł profesora. 13 stycznia 1955 został odznaczony Medalem 10-lecia Polski Ludowej.
Od 1 października 1958, po przejściu prof. Czyżewicza na emeryturę, objął stanowisko kierownika I Klinice Położnictwa i Chorób Kobiecych Akademii Medycznej w Warszawie. Dzięki jego staraniom nastąpiła rozbudowa Kliniki o nowoczesny na owe czasy budynek, w którym pomieszczono ambulatorium i kilka nowych pracowni (rentgenowska, a później także ultrasonograficzna, serologiczna, cytologiczna i histopatologiczna), utworzono także zakład endokrynologii ginekologicznej oraz pierwszy i jedyny wówczas w Polsce oddział andrologii.
W latach 50. zainicjował pionierskie badania nad kardiotokografią płodu, metodą EKG oraz elektroakustyczną, które uwieńczone skonstruowaniem w roku 1961 prototypu Audiokardiometru PS-61. Z jego inicjatywy rozwinięto oraz wprowadzono do praktyki klinicznej pojęcie porodu kierowanego i znieczulanego. Jest także autorem modyfikacji prowadzenia porodu miednicowego, zajmował się ponadto diagnostyką i leczeniem niepłodności kobiecej, terapią hormonalną i balneologiczną.
Zmarł w Warszawie 8 czerwca 1966, pochowany został na cmentarzu Powązkowskim (kwatera 17-2-18,19) z żoną Małgorzatą Serini-Bulską, również ginekolożką.

## Publikacje
- Dwa przypadki pęknięcia macicy w porodzie miednicowym z powodu dużego wodogłowia. Warszawa : Lek. Inst. Nauk. Wyd., 1948.
- Ginekologia. Warszawa: Państwowy Zakład Wydawnictw Lekarskich; 1967 (współautor: Małgorzata Bulska).
- Kliniczne znaczenie pierścienia granicznego (skurczowego). Kraków: Polska Akademia Umiejętności, 1949.
- Poradnik małżeński. Warszawa: Państwowy Zakład Wydawnictw Lekarskich, 1960.
- Podstawowe zasady pomocy ręcznej podczas porodu i wpływ na nie wyciągów tylnego płata przysadki mózgowej. Warszawa : Lek. Inst. Nauk. Wyd., 1948.